# 奉天会戦

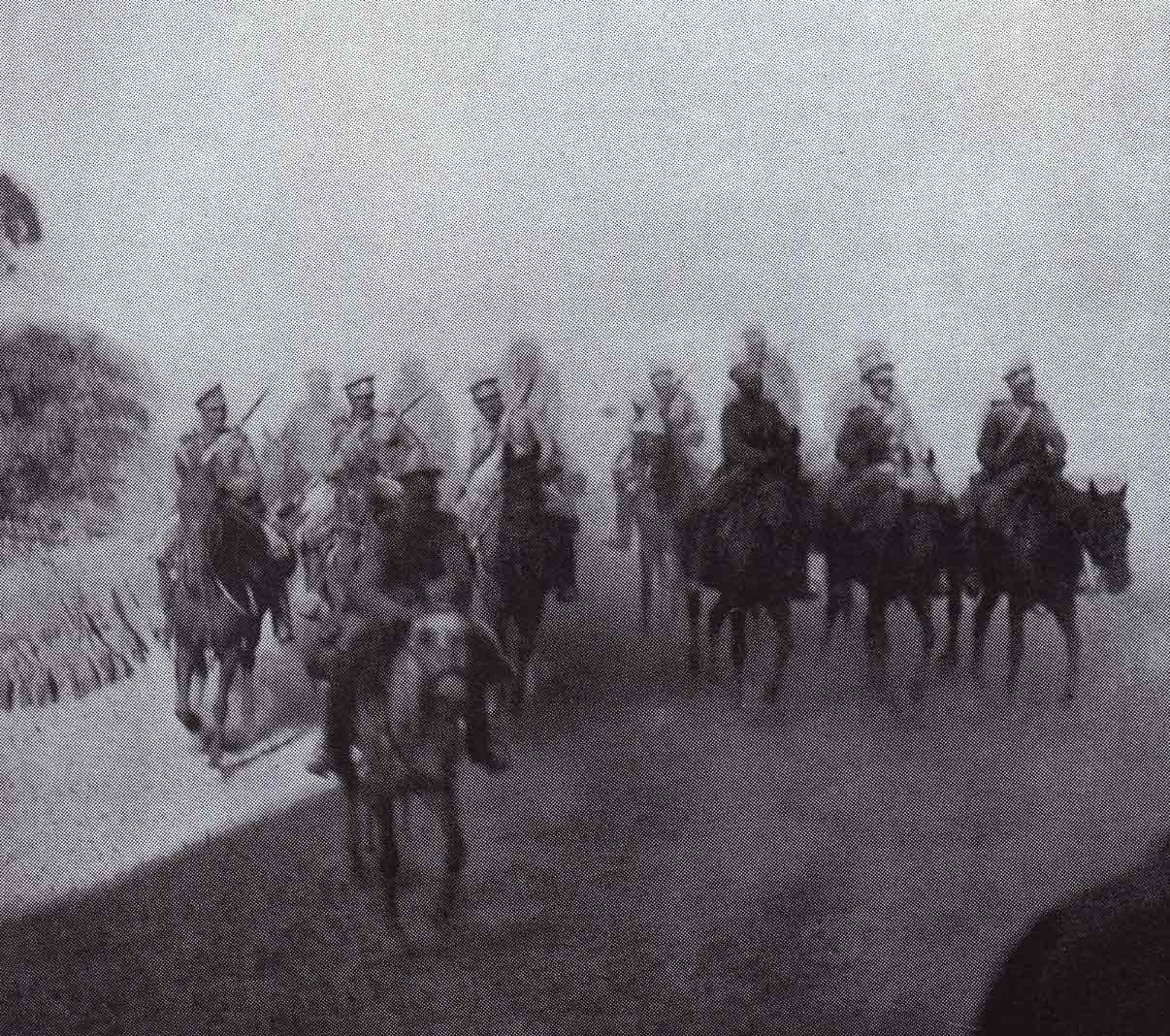
偵察中のロシア軍の騎兵

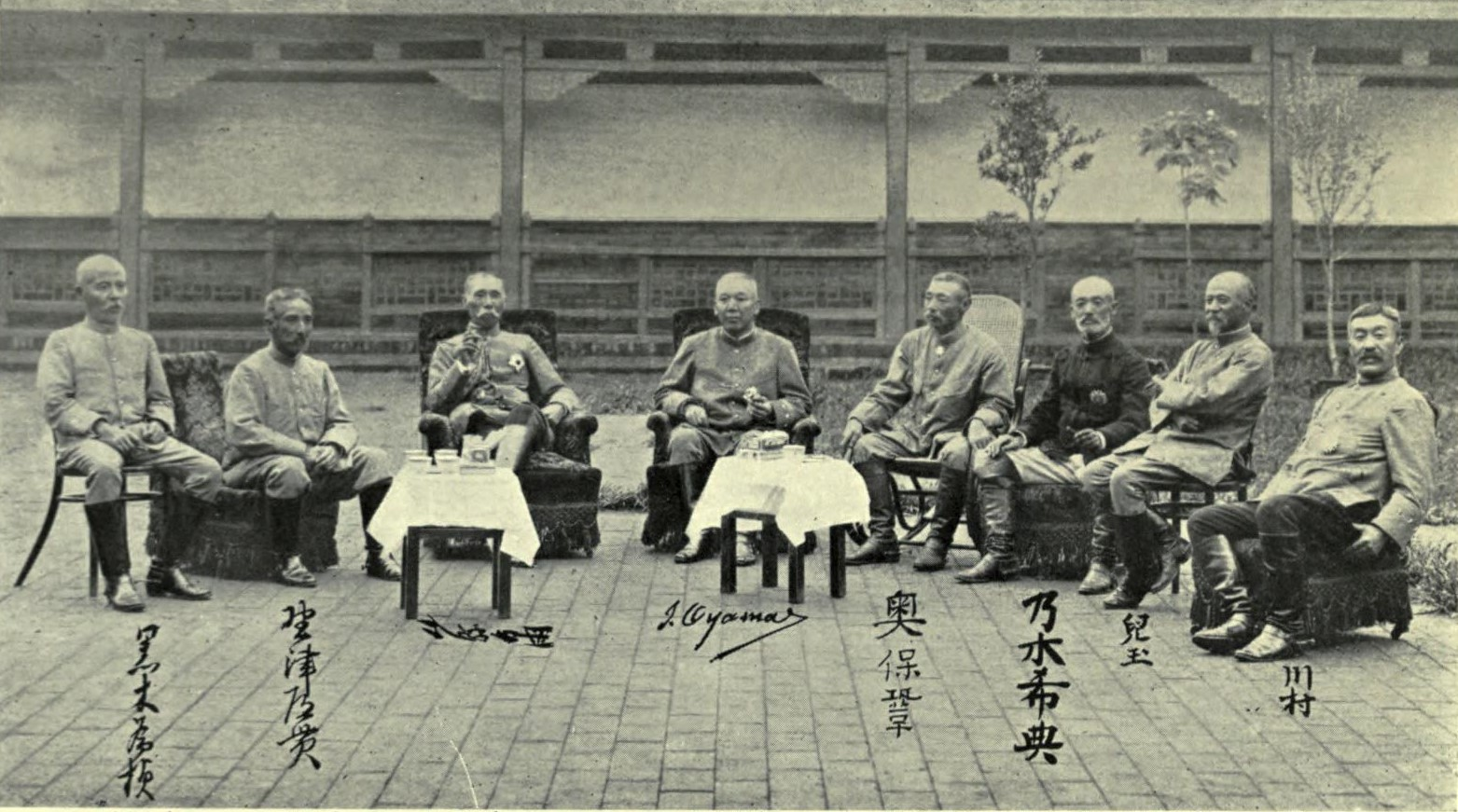
奉天に集結した満洲軍首脳。左から黒木為楨第1軍司令官、野津道貫第4軍司令官、山縣有朋参謀総長、大山巌満洲軍司令官、奥保鞏第2軍司令官、乃木希典第3軍司令官、児玉源太郎満洲軍参謀長、川村景明鴨緑江軍司令官

奉天会戦（ほうてんかいせん、フォンティエンかいせん）は、1905年2月21日から3月10日にかけて行われた、日露戦争における最後の大規模な会戦である（日露戦争において最後の戦闘は樺太の戦いとなる）。
奉天は現在の中華人民共和国遼寧省の瀋陽。双方あわせて60万に及ぶ将兵が18日間に亘って満洲の荒野で激闘を繰り広げ、世界史上でも希に見る大規模な会戦となった。しかしこの戦いだけでは日露戦争全体の決着にはつながらず、それには5月の日本海海戦の結果を待つことになる。
参加兵力は大日本帝国陸軍24万人、ロシア帝国軍36万人。指揮官は日本側大山巌、ロシア側アレクセイ・クロパトキン。

## 背景
ロシア帝国はシベリア鉄道の全線開通を4年後に控えていた。クロパトキンを総司令官とするロシア軍は100万人に動員令を出していたが、直前に血の日曜日事件があったように、国内は混沌とした状況にあった。皇帝ニコライ2世への国民の忠誠心は揺らぎ、後退していた。
日本軍は緒戦から危うい勝利を拾い続け、ここまでなんとか全体での優勢を保っていたが、国力の限界を超えて軍に補給を続けなくてはならなかった。また、ロシア軍を追って満洲の奥深くへ進撃を続けたため、兵站の維持や兵力の補充はさらに困難になり、旅順攻囲戦の激しい消耗を経て戦争の継続自体が危うい状況になっていた。
1905年3月、満洲軍首脳は、奉天で増援を待つロシア軍に対して、日本軍有利の今の内に講和を結ぶため、賭けとも言える総力戦を挑んだ。大山巌は「本作戦は、今戦役の関ヶ原とならん」と訓示し、その決意を将兵たちに示した。

## 戦闘序列

### 日本軍
- 満洲軍

総司令官 大山巌元帥
総参謀長 児玉源太郎大将
- 第1軍 - 黒木為楨大将
- 第2軍 - 奥保鞏大将
- 第3軍 - 乃木希典大将
- 第4軍 - 野津道貫大将
- 鴨緑江軍 - 川村景明大将

### ロシア軍
- ロシア満洲軍（ロシア語版）

総司令官 アレクセイ・クロパトキン大将
総参謀長 ウラジーミル・サハロフ中将
- 第1軍 - ニコライ・リネウィッチ大将

歩騎兵106,500名、砲370門
- 第1軍団
- 第2シベリア軍団
- 第3シベリア軍団
- 第4シベリア軍団

- 第2軍 - アレクサンドル・カウリバルス大将

歩騎兵91,700名、砲502門
- 第1シベリア軍団
- 混成歩兵軍団
- 第8軍団
- 第10軍団

- 第3軍 - アレクサンドル・ビルデルリング大将

歩騎兵60,700名、砲266門
- 第5シベリア軍団
- 第6シベリア軍団
- 第17軍団

- 予備隊

- 第16軍団
- ミシチェンコ支隊
- マスロフ支隊

## 経緯

### 前哨戦（2月21～28日）

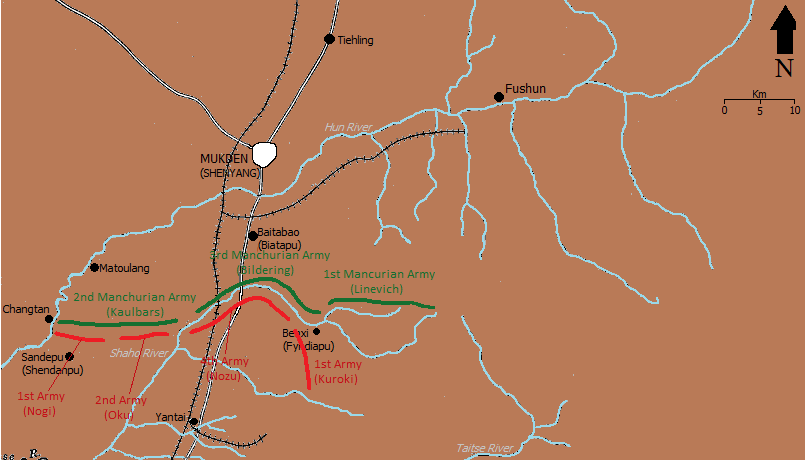
2月23日までの軍隊の位置、日本陸軍は赤、ロシア軍は緑色。

ロシア側は、当初日本側左翼（第二軍、特に秋山支隊が防衛する黒溝台付近）に対する攻勢を企図していたが、2月21日、それよりわずかに早く日本軍最右翼の鴨緑江軍（満洲軍揮下）が陽動のために進軍を開始し、清河城にこもるロシア軍を攻撃して24日に清河城を攻め落とした。しかし鴨緑江軍は、乃木第三軍より編入された四国善通寺第11師団と後備第1師団によって編成されており、このうち第11師団は現役兵師団ではあったが旅順攻囲戦によって現役兵を大量に失い、応召兵によって補充されていたため戦力的には問題があった。このため、日本軍得意の夜襲をかけても逆にロシア軍から夜襲を受けるなど、開戦時の日本軍に比べると攻撃に精彩を欠いていた。鴨緑江軍は何とか清河城支隊を撃退したが、クロパトキンが派遣した予備兵力に遮られ、膠着状態に陥った。第一軍も攻撃を開始し、27日に前哨基地を落として一定の戦果をあげた。

### 包囲作戦開始（3月1日～5日）

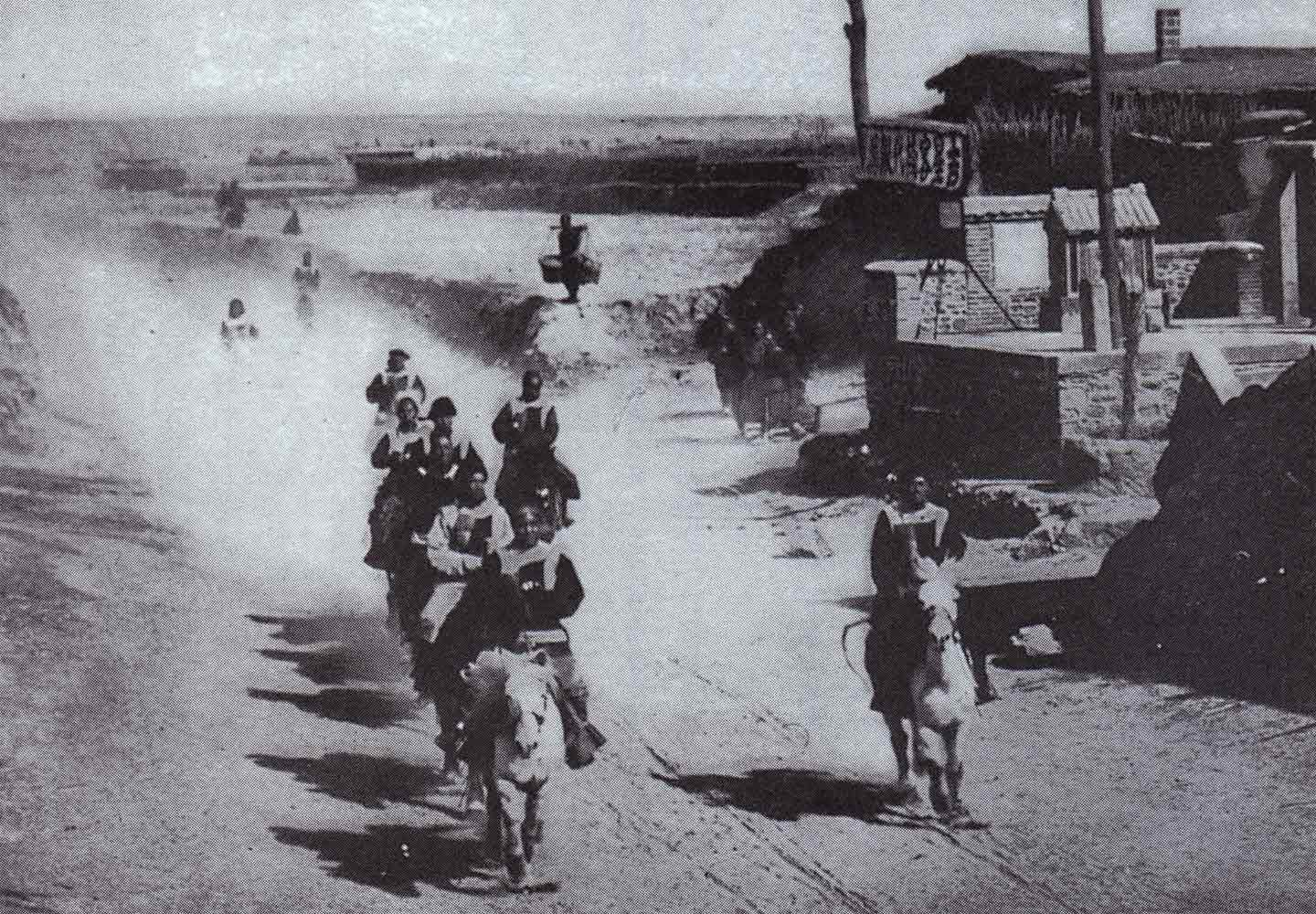
両軍は満洲の馬賊を積極的に利用した

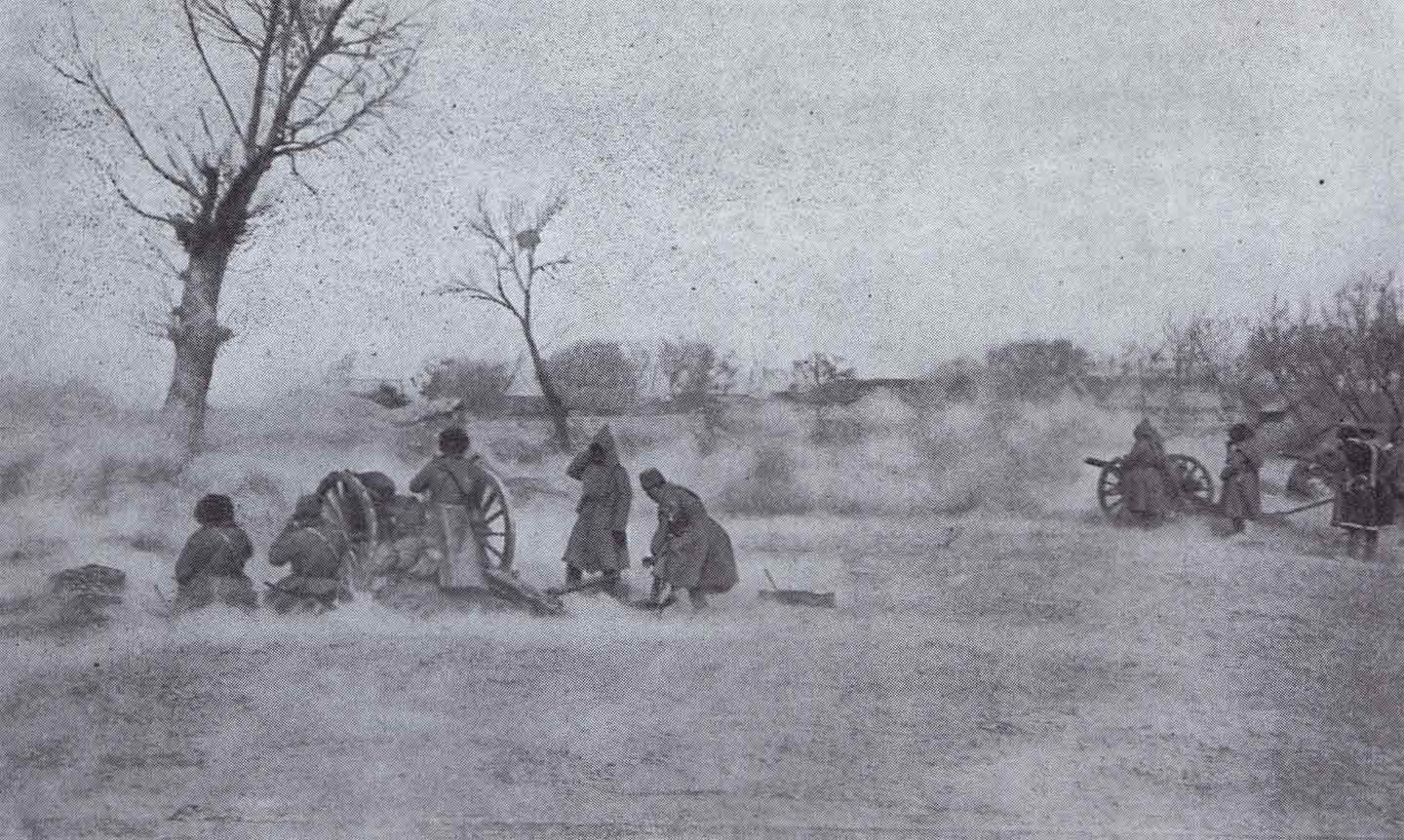
戦闘中のロシア軍砲兵

主導権を握ったと判断した日本軍は、3月1日を期して奉天に対する包囲攻撃を開始した。作戦当初、日本軍は陽動として最左翼の乃木希典の第三軍・秋山支隊によってロシア軍右翼を攻撃させ、鴨緑江軍（ロシア軍左翼を攻撃中）と連動させることによってロシア軍の両翼を圧迫し、その両翼に援軍を出して手薄になるはずの正面に対して、大規模な攻勢を展開する意図を持っていた。秋山支隊がビルゲル支隊を破り、両翼で第三軍・鴨緑江軍が戦況を進展させている状況になったが、奉天正面で激しい攻撃を行ったにもかかわらず、進展が見られないばかりかロシア軍に撃退されてしまう状況が続いていた。これは、カノン砲や28サンチ榴弾砲による準備砲撃が、満洲の厳寒によって地面が凍っていたため砲弾が弾かれ、威力が半減していたことや、当時使われていた黒色火薬の威力の不足により、ロシア軍陣地を十分に叩くことができなかったことが原因であった。このため、満洲軍総司令部は作戦変更を行い、ロシア軍右翼の側面に回り込むために迂回を続ける第三軍に対し、さらに大きく奉天を迂回・包囲してロシア軍退路を遮断するとともに奉天を攻撃するよう命令した。
一方、ロシア満洲軍総司令官クロパトキン大将は旅順を陥落させた乃木の戦闘指揮能力とその揮下の第三軍を高く評価しており、当初ロシア軍左翼を攻撃した鴨緑江軍を第三軍と勘違いして、これに対して大量の予備軍を派遣した。ところが、本当の第三軍がロシア軍右翼を包囲するように動き出したと知って、ロシア軍左翼（鴨緑江軍正面）の応援に送ったこの予備軍をまたさらに右翼（乃木第三軍正面）へ転進させるという命令の変更を行った。このため、乃木軍はロシア軍の正面を受け持ちつつ奉天へ前進するという苦しい状況になり、連日のロシア軍の猛攻の前に崩壊寸前になっていた。
この時もし第三軍が奉天後方に回り込んで哈爾浜＝奉天間の鉄道遮断に成功すれば、ロシア軍に対する物理的・精神的打撃は決定的であった可能性がある。また、クロパトキンは3万8千人ほどの第三軍を約10万人と過大に見積もっていたが、この誤断が生じたのは増援を重ねた10万のロシア軍に対して、乃木の第三軍が対等以上に戦ったからであるとされる。

### ロシア軍の後退戦術と日本軍の決戦主義（3月6日～8日）
ロシア軍は奉天前面を攻撃する日本軍の第二軍、第四軍、第一軍に対して反撃を続けていたが、3月6日になって奉天前面から徐々に計画的に後退を始めた。これはロシア軍正面を中央より第三軍のほうへ移す処置であった。このため、ロシア軍側面を攻撃していたはずの第三軍及び秋山支隊は敵正面に対することになってしまい、苦戦を強いられた。隣接する第二軍に対してもロシア軍が随時反撃を加え、日本軍の被害は徐々に増大していった。
両軍とも予備軍を前線に投入済みの中、日本軍の首脳部はあくまで全戦線での総力戦を指令し続け、ロシア軍の強固な防衛線を前に日本兵は文字通り死体の山を築いた。そうした状況が数日続くにおよび、遂には銃を捨てて逃走する日本兵の姿すら見られる状況に至り（大石橋の惨戦）、満洲の日本軍は絶体絶命の状況にあった。
児玉源太郎満洲軍参謀長はついに作戦全体の方針転換を決め、腹心の松川敏胤少将と図って、第四軍と第二軍に奉天への前進を指令した。

### 奉天会戦の結末（3月9日～10日）

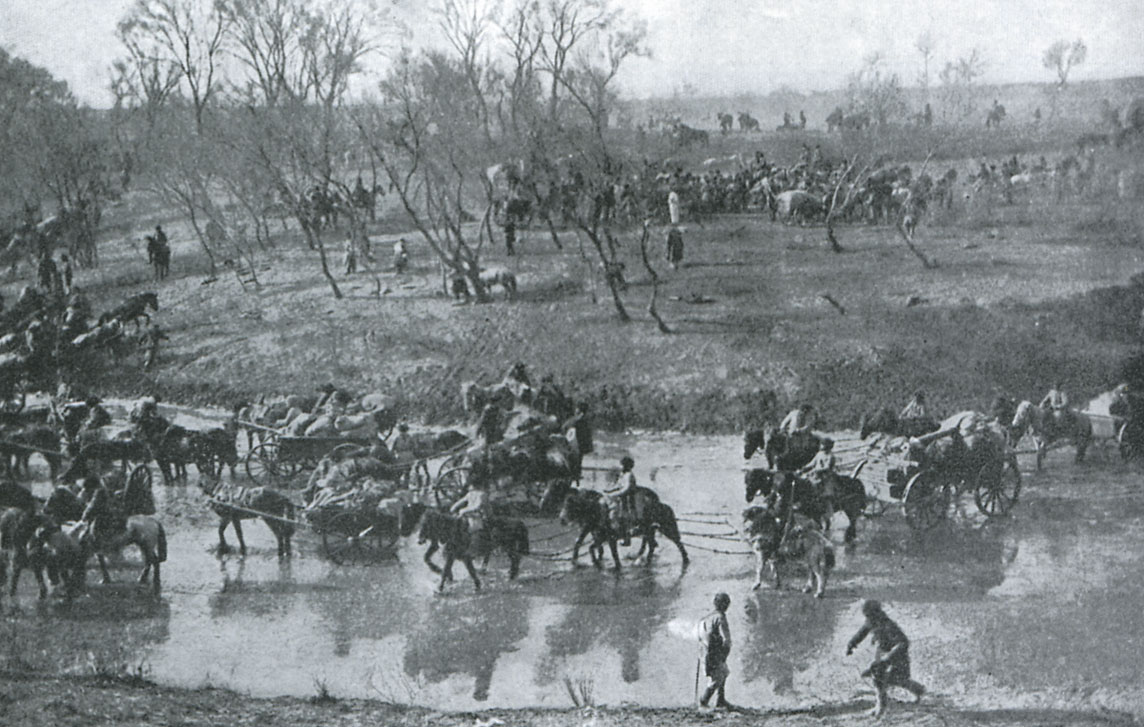
ロシア軍の後退

3月9日、ロシア軍の総帥クロパトキンは、第三軍によって退路を遮断されることを恐れて鉄嶺・哈爾浜方面への転進を指令した。これは満洲軍総司令部が全く予期しなかった出来事であった。奉天のロシア兵はまだ余力のある状態で、総撤退を開始したと思われたからである。ここまでの戦いで大きな損害を受けていた日本軍は3月10日、無人になった奉天に雪崩れ込んだ。第四軍はロシア軍を追撃し、2個師団に打撃を与えた。なお、この日は翌年に陸軍記念日と定められている。日本側の死傷者は約7万5000であった。
ロシア軍の損害もまた大きく（ロシア側の死傷者および捕虜約9万）、回復には秋頃までかかる状況であった。しかし、ロシア軍が受けた最も大きな損害は士気だったと言われる。鉄嶺までの暫時退却であったはずだが、その過程で軍隊秩序は失せ、略奪、上官への背命など、軍隊としての体をなさないまでに崩れたという。そのためクロパトキンは鉄嶺も捨ててさらに北へ退くと、すぐに日本軍が鉄嶺を占領している。哈爾浜に逃れたクロパトキンは第一軍司令官に降格させられた。
会戦後は日本軍の能力は格段に落ちており、鉄嶺まで占領して補給線が伸びきってしまった日本軍としては、この辺が攻勢の限界であった。これは物資だけでなく人的補充という意味でも同じで、最後まで勇戦した第三軍は損耗率が4割から6割近くあったにもかかわらず、その補充の予定すら立たない状況であった。特に第一線の将校、すなわち少尉から大尉程度の、前線指揮を執り兵の先頭を進む下級将校の欠乏は目を覆わんばかりで、開戦当初に配属されていた士官学校出身の現役将校はこれまでの会戦や旅順攻囲戦などによって大量に損耗していた。このため、大部分の将校が速成教育しか受けていない者や予備役から召集された者ばかりになり、前線での指揮も満足に取れない者が多く、またたった一日の行軍で体力を消耗してしまうような老齢の者も多く存在するような状態になっていた。これは奉天会戦開始前の鴨緑江軍所属の後備第1師団においてすでに顕著であり、同軍は奉天会戦後期にはほとんど活動できないまでになっていた。
一方、奉天から退いたロシア軍は四平街陣地を構築する一方で、松花江に至るまでの約300㎞にわたって縦深陣地を築き、シベリア鉄道による兵員の補充を待った。その結果、1905年8月末の時点でロシア軍の兵力は78万8千人に達し、そのうち15万人が沿海州とその背後に配備された。

## 奉天会戦の影響と日露講和への道

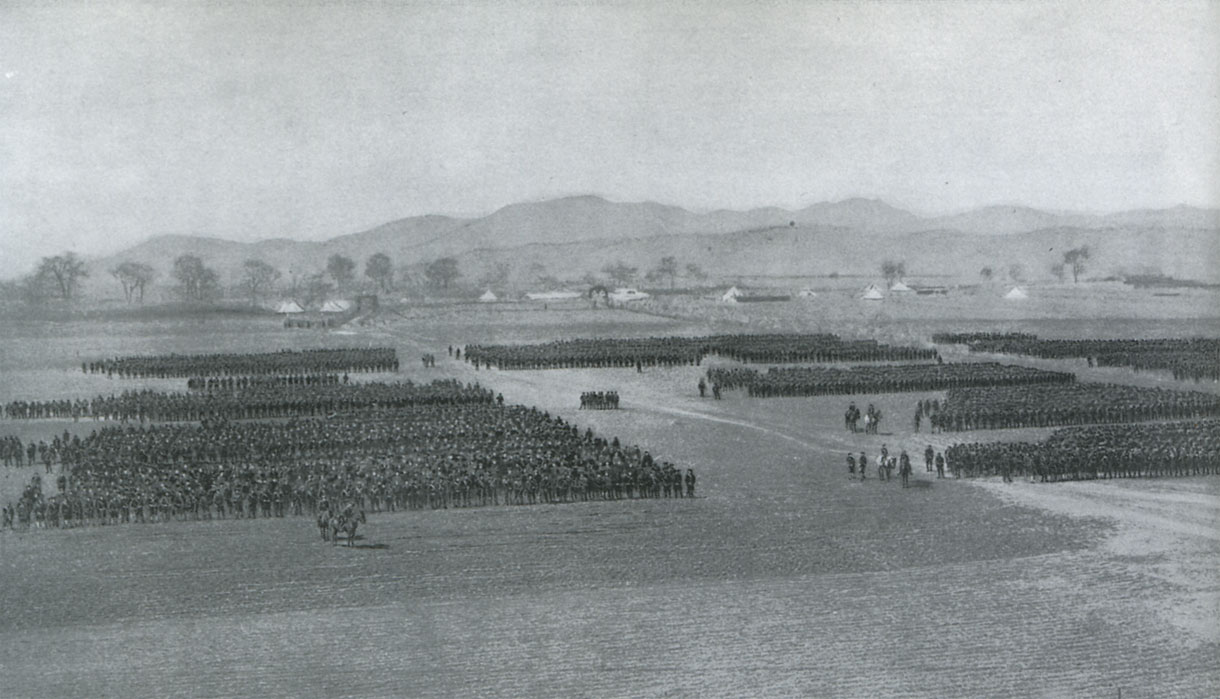
戦闘終了後に行われた日本軍一師団の点呼

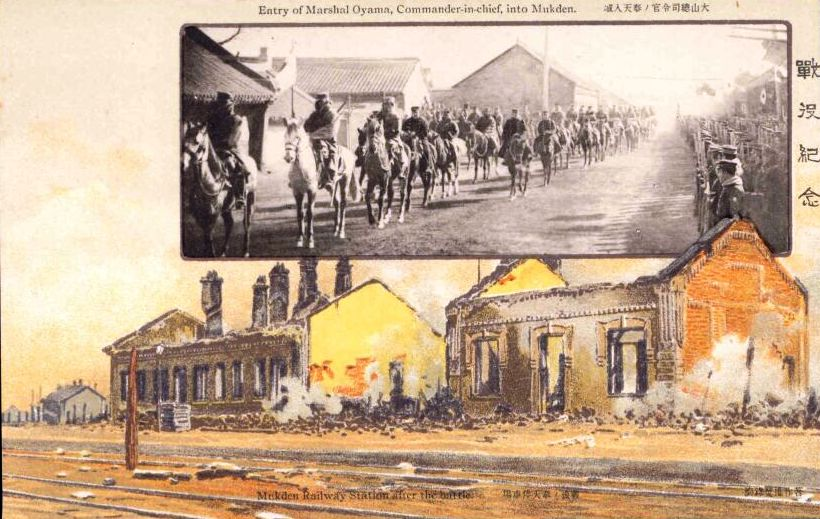
奉天に入城する大山巌の絵葉書

奉天を制圧したことにより、会戦の勝利は日本側に帰したとも言えなくもないが、ロシア軍にとって奉天失陥は「戦略的撤退」であった。100年前のナポレオン戦争でもロシア軍が採用した伝統的な戦法であり、欧米のマスコミも当初はこの撤退を「戦略的撤退である」と報じていた。さらにロシア軍と日本軍では補給能力に格段の差があった。だがクロパトキンが罷免されたことで結果的にロシア軍が自ら敗北を認めてしまった形となり、国際的にもそのように認知されることとなった。代わりに総帥として就任したリネウィッチ将軍は、軍隊秩序を乱した者を処罰していくことによって、軍の建て直しに腐心した。ロシア軍は敗北を認めた上で、やがて日本軍に反撃することを意図していたと言える。
ロシア側は奉天会戦に敗北したとは言っても、ロシア陸軍（現役兵の兵力は約200万人で、日本陸軍の約10倍）はいまだ半分の動員しか行っておらずまだ健在であり、またインド洋にはバルチック艦隊が極東への航海の途上であり、陸海軍ともに額面上の継戦能力はまだ十分にあった。しかし、この年の1月の血の日曜日事件を皮切りにロシア第一革命が始まるなど、激しくなる国内の反乱分子の活動への鎮圧活動、およびドイツ帝国への対抗として露仏同盟を結んでいたフランスがこの年の3月の第一次モロッコ事件でドイツと対立するなど、他の欧州諸国に対する抑止力も大量に必要とされていたため、もはや遠く極東への戦力の大量補充は実質上不可能となっていた。
奉天会戦勝利の報に日本中は沸き返り、さらに戦争を継続すべしという世論が高まった。大本営は、奉天会戦の勝利を受けてウラジオストクへの進軍による沿海州の占領を計画し始めていた。また、4個師団（第13・第14・第15・第16師団）を新編し、講和圧力のために第13師団を樺太へ派遣、これを占領した。
これを知った大山巌満洲軍総司令官は児玉満洲軍参謀長と協議し、児玉を急ぎ東京へ戻して戦争終結の方法を探るよう具申した。目先の勝利に浮かれあがっていた中央の陸軍首脳はあくまで戦域拡大を主張したが、日本軍の継戦能力の払底を理解していた海軍大臣山本権兵衛が児玉の意見に賛成し、ようやく日露講和の準備が始められることとなった。
日露の講和を促そうと、アメリカ合衆国大統領のセオドア・ルーズベルトが駐露大使のマイヤーに訓令を発し、ニコライ2世に謁見させたが、バルチック艦隊の実情をよく知らなかったロシア宮廷には、「バルチック艦隊が思い上がった日本に鉄槌を下すであろう」という希望的観測から講和を渋る声があった。そのため、いったんは日露講和は頓挫する。
しかし、5月日本海海戦において日本海軍が完勝すると、アメリカ合衆国の調停によって両国は交渉の席に着き、9月、休戦が成立。10月、ポーツマス条約が批准され、日露戦争は終結した。

## 評価
日露双方の兵力が衝突した最大・最後の陸上戦である。ロシア陸軍大臣のウラジーミル・ヴィクトロヴィチ・サハロフは、奉天会戦後「二つの軍が戦場で出会うとき、それぞれ一つずつの目標を持っている。その目標を達成した方が勝者である。だから我がロシア軍は残念ながら敗れた」と述べ、ロシア軍の敗北を公式に認めた。ニコライ二世は奉天会戦での敗北を屈辱的なものと感じ、ロシア満洲軍総司令官を慎重派のクロパトキンから猛将として知られていたリネウィッチに変更するという人事を行っている。一方の日本側も戦いに勝利したものの、兵員不足・砲弾・物資不足に陥り、北方へ悠々と退却するロシア軍に対して追撃を行うことは不可能であった。このことにより日本軍の辛勝とする意見も存在するが、世界では日露戦争の日本勝利を認識させる大きな結果につながった。